# Robot chirurgiczny ZEUS
Robot chirurgiczny ZEUS – zdalnie sterowany robot medyczny wykorzystywany w chirurgii laparoskopowej do zabiegów małoinwazyjnych. Stworzony został przez amerykańską firmę Computer Motion. Rozwijany był od początku lat 90. XX wieku, zaś dopuszczony na rynek w 2001 roku przez amerykańską Agencję Żywności i Leków.
ZEUS posiada trzy ramiona, które mogą być zdalnie sterowane przez chirurga za pomocą konsoli. Pierwsze ramię to AESOP (Automated Endoscopic System for Optimal Positioning, zautomatyzowany układ endoskopowy do optymalnego pozycjonowania), sterowana głosem kamera endoskopowa rejestrująca trójwymiarowy obraz ciała pacjenta oraz działania robota podczas operacji. Dwa pozostałe ramiona, symulujące prawą i lewą rękę lekarza, pozwalają na precyzyjne przeniesienie w obręb stołu operacyjnego ruchów chirurgicznych wykonywanych za pomocą manipulatorów konsoli sterującej.
Produkcji robota zaprzestano w 2003 na skutek połączenia firmy Computer Motion z firmą Intuitive Surgical, producentem konkurencyjnego robota da Vinci. Po przeprowadzeniu fuzji przedsiębiorstw specjaliści z Intuitive Surgrical skupili się na rozwoju da Vinci, który wchłonął wybrane komponenty robota ZEUS. 

## Historia

### AESOP
Na początku lat 90. XX wieku, dzięki współpracy z NASA, firma Computer Motion rozpoczęła badania nad automatycznym pozycjonowaniem kamery endoskopowej podczas operacji. Urządzenie miało pozwalać na otrzymywanie obrazu wnętrza ciała pacjenta, umożliwiając przy tym łatwe manewrowanie kamerą, tak by wyeliminować potrzebę uczestnictwa dodatkowego członka zespołu chirurgicznego, którego zadaniem było sterowanie endoskopem. Zaangażowanie NASA w ten projekt wynikało z planów wykorzystania w przyszłości tej technologii do serwisowania satelitów oraz promów kosmicznych. Misje naprawcze w kosmosie, podobnie jak sterowanie kamerą endoskopową, wymagają bowiem wysokiej precyzji ruchów i zdalnego sterowania. 
W 1994 AESOP został zatwierdzony przez Agencję Żywności i Leków, co pozwoliło na jego powszechne wykorzystanie w szpitalach. Pierwsze wersje sterowane były za pomocą pedałów, w kolejnych wykorzystano sterowanie głosem. Pozwoliło to na uwolnienie chirurga od ciężaru koncentracji na kontroli kamery, a – już jako część robota chirurgicznego ZEUS – AESOP stał się operacyjnym układem wizyjnym, umożliwiając lekarzowi nieprzerwane operowanie pozostałymi ramionami robota.

### ZEUS
Koncepcja robota medycznego, służącego do przeprowadzania zabiegów laparoskopowych powstała podobnie jak AESOP na początku lat 90. XX wieku. Od początku powstania ZEUS stanowił rozwinięcie AESOP-a (AESOP stanowi jedno ramię robota ZEUS). Jednym z głównych celów, jaki przyświecał rozwojowi tego urządzenia, była chęć stworzenia robota zdolnego do przeprowadzenia teleoperacji w dowolnym miejscu na świecie lub w przestrzeni kosmicznej. Pierwszy prototyp zbudowano w 1995, a testy z użyciem zwierząt odbyły się w 1996. W 1998 przeprowadzono zabiegi reanastomozy jajowodów oraz pomostowania aortalno-wieńcowego. W późniejszym czasie testowano wykonywalność oraz możliwości wykorzystania ZEUS-a podczas operacji laparoskopowych w dziedzinach chirurgii ogólnej,  ginekologii, urologii oraz pediatrii. W roku 2000 robot zdolny był do operowania 28 różnymi narzędziami chirurgicznymi, a w 2001 został zatwierdzony na rynek amerykański przez Agencję Żywności i Leków.

### Fuzja firm Computer Motion i Intuitive Surgical
7 marca 2003 firma Computer Motion oraz Intuitive Surgical (która produkuje konkurencyjnego dla ZEUS-a robota da Vinci) zostały połączone w jedno przedsiębiorstwo, zorientowane na dalszy rozwój robotów medycznych oraz zwiększenie skuteczności tej techniki. Zakończyło to okres sporów prawnych o naruszanie patentów, istniejących pomiędzy tymi firmami. Wkrótce po fuzji Intuitive Surgical zakończyła produkcję robota ZEUS na rzecz rozwoju robota da Vinci.

## Budowa

### Opis budowy
ZEUS składa się z dwóch niezależnych podsystemów („strona pacjenta” oraz „strona chirurga”). Strona chirurga składa się z konsoli sterowania robotem, zaś strona pacjenta zawiera część wykonawczą: dwa ramiona wykonujące ruchy przekazywane poprzez manipulatory konsoli oraz jedno ramię do głosowego sterowania kamerą endoskopową (AESOP).
Ramiona robota mogą być wyposażone w różnorodne końcówki z narzędziami chirurgicznymi, identycznymi jak w standardowej operacji laparoskopowej. Robot, przymocowany do stołu operacyjnego (każde ramię jest niezależne), kontrolowany jest przez komputer zintegrowany z konsolą, zawierającą monitory (dające obraz z kamer endoskopowych oraz urządzeń kontrolujących stan pacjenta) przed którymi siedzi chirurg. Interfejs sterujący pozwala na wyeliminowanie drżenia rąk chirurga oraz przeskalowanie zakresu ruchu.
Najnowsze wersje ZEUS-a wyposażone są także w ergonomiczne uchwyty oraz trójwymiarowy układ obrazowania, na który składają się dwie kamery rejestrujące obraz z częstotliwością 30 klatek na sekundę. Obraz jest przesyłany do komputera, skąd po modyfikacji trafia na monitor zawierający dwa filtry polaryzacyjne. Dzięki okularom o analogicznej polaryzacji szkieł chirurg prawym okiem obserwuje obraz z prawej kamery, a lewym z lewej, co powoduje powstanie wrażenia trójwymiarowości.

### Cechy konsoli sterującej
- pełna dowolność ustawienia
- możliwość uruchomienia całego urządzenia w mniej niż 15 minut
- możliwość dostosowania ustawień do preferencji chirurga
- nożny pedał sprzęgła umożliwiający łatwe załączanie oraz rozłączanie robota
- technologia MicroWrist, zamieniająca ruchy chirurga na precyzyjne ruchy robota, redukujące drżenie rąk
- nieograniczone skalowanie ruchu, dostępne poprzez ekran dotykowy lub komendy głosowe
- możliwość zapisania do trzech różnych pozycji kamery endoskopowej
- dodatkowe złącza do podłączenia głośników lub innych urządzeń

### Dodatkowe cechy robota
- precyzja ruchu instrumentów chirurgicznych oraz położenia kamery rzędu 3,5-5 mm
- możliwość montażu ponad 40 kompatybilnych narzędzi chirurgicznych od różnych producentów
- narzędzia chirurgiczne wielokrotnego użytku, spełniające rygorystyczne wymagania sali operacyjnej oraz mechanizm ich łatwej sterylizacji.
- możliwość szybkiej i bezproblemowej zmiany narzędzi chirurgicznych, trzymanych przez ramiona robota
- ramiona robota o sześciu stopniach swobody
- funkcje zapewniające bezpieczeństwo pacjenta w przypadku awarii lub nagłych, niebezpiecznych ruchów

## Kliniczne zastosowanie robota ZEUS

### Kardiochirurgia
ZEUS został zaprojektowany z myślą o przeprowadzaniu operacji kardiochirurgicznych, lecz sprawdził się również w innych dziedzinach chirurgii. Za jego pomocą wykonywane są zabiegi kardiochirurgiczne na otwartym sercu. W czasie testowania robota dowiedziono skuteczności leczenia przy jego użyciu w następujących zabiegach:
- pobranie tętnicy piersiowej
- pomostowanie aortalno-wieńcowe
- wymiana zastawki mitralnej
- zamknięcie przetrwałego przewodu tętniczego

### Chirurgia jamy brzusznej
W październiku 2001 ZEUS otrzymał pierwszy, ograniczony atest amerykańskiej Agencji Żywności i Leków. Dotyczył on dopuszczenia robota przy zabiegach laparoskopowych jamy brzusznej. Od tego momentu rozpoczęły się badania, mające na celu sprawdzenie skuteczności robota w warunkach klinicznych. Przeprowadzono wiele zabiegów cholecystektomii oraz fundoplikacji Nissena, w wyniku których dowiedziono, że mimo dłuższego czasu trwania operacji, czas rekonwalescencji pacjentów jest krótszy, zaś prawdopodobieństwo komplikacji niższe.

### Ginekologia
Poza zabiegiem reanastomozy jajowodów, który przeprowadzono w 1998, jako jedną z pierwszych operacji z użyciem robota ZEUS, wykonano również serię zabiegów zespolenia jajowodów po ich wcześniejszym podwiązaniu. Wszystkie z nich zakończyły się sukcesem bez dalszych komplikacji. Sześć tygodni po operacji badania radiologiczne wykazywały 89-procentową skuteczność metody.

### Urologia
W trakcie klinicznych badań nad wykorzystaniem ZEUS-a wykonano także dziesięć dysekcji węzłów chłonnych miednicznych u pacjentów z rakiem gruczołu krokowego. Porównanie wyników zabiegów z wykorzystaniem robota z operacjami przeprowadzonymi tradycyjnie wykazało, że obie metody wykazywały się bardzo podobną skutecznością, zaś czas operacji był dłuższy w przypadku korzystania z ZEUS-a.

### Teleoperacje
ZEUS z racji swojej konstrukcji jest również zdolny do przeprowadzania teleoperacji. Konsola chirurga, dająca pełny obraz działań robota może być zlokalizowana w dowolnej odległości od części wykonawczej, o ile pozwalają na to parametry łącza telekomunikacyjnego. Pierwszą międzykontynentalną teleoperację na świecie przeprowadzono 7 września 2001, przy użyciu robota ZEUS. Projekt znany jako operacja Lindbergh polegał na zabiegu usunięcia pęcherzyka żółciowego (cholecystektomia) u 68-letniej pacjentki znajdującej się w Strasburgu przez lekarza znajdującego się w Nowym Jorku. Za pomocą przełączników konsoli sterującej i bezpiecznego połączenia telekomunikacyjnego chirurg doktor Jacques Marescaux posiadał pełną kontrolę nad robotem. Operacja zakończyła się powodzeniem po 54 minutach.
W 2003 doktor Mehran Anvari korzystał z robota ZEUS w swoim projekcie telementoringu – zdalnego asystowania przy operacjach. Projekt miał na celu próbę wdrożenia teleoperacji w warunkach szpitalnych oraz zbadanie tej technologii pod względem możliwości edukacyjnych (kształcenie przyszłych chirurgów). W ciągu 2 lat przeprowadzono 21 operacji laparoskopowych. Czas spędzony na zadaniach chirurgicznych był podzielony pomiędzy mentorem a stażystą. Skorzystano przy tym z powszechnie dostępnej sieci internetowej o przepustowości 15 Mb/s.

## Ograniczenia robota ZEUS
ZEUS posiada pewne ograniczenia, które mogą obniżyć efektywność działań chirurga i skuteczność operacji. Wady robota to, między innymi:
- dłuższy czas trwania operacji w porównaniu do metod tradycyjnych
- duże wymiary robota, powodujące logistyczne problemy na sali operacyjnej
- brak sprzężenia zwrotnego od ciała pacjenta. Lekarz musi polegać tylko na obrazie wizualnym.
- tylko 6 stopni swobody ramion robota
- ograniczona jakość obrazowania trójwymiarowego oraz konieczność noszenia specjalnych okularów, co powoduje zmęczenie oczu oraz problemy z precyzyjnym szacowaniem odległości
- nieintuicyjny interfejs sterowania
- wysoki koszt (w 2003 było to 975 000 dolarów amerykańskich[6]).

Niektóre ograniczenia zostały zniwelowane po połączeniu firm Computer Motion i Intuitive Surgical, które doprowadziło do rozwoju robota da Vinci.